# Mésange à col blanc
Aegithalos fuliginosus
Espèce
Synonymes
- Mecistura fuliginosa Verreaux, 1870 (protonyme)
- Aegithalos iouschistos fuliginosus (Verreaux, 1870)

Statut de conservation UICN

 LC  : Préoccupation mineure
La Mésange à col blanc (Aegithalos fuliginosus) est une espèce d’oiseaux de la famille des Aegithalidae.

## Répartition
Cet oiseau est endémique des montagnes du centre de la Chine.